# Бородачёвское сельское поселение
Бородачёвское се́льское поселе́ние  — муниципальное образование в составе Жирновского района Волгоградской области России.
Административный центр — село Бородачи.

## История
Бородачёвское сельское поселение образовано 21 февраля 2005 года в соответствии с Законом Волгоградской области № 1009-ОД.

## Население
| 2010 | 2012 | 2013 | 2014 | 2015 | 2016 | 2017 |
| ---- | ---- | ---- | ---- | ---- | ---- | ---- |
| 485  | ↘469 | ↘460 | ↘457 | →457 | ↘444 | ↘430 |
| 2018 | 2019 | 2020 | 2021 |      |      |      |
| ↘419 | ↘394 | ↘388 | ↗392 |      |      |      |

## Состав сельского поселения
| № | Населённый пункт | Тип населённого пункта       | Население |
| - | ---------------- | ---------------------------- | --------- |
| 1 | Бородачи         | село, административный центр | 395       |
| 2 | Серпокрылово     | село                         | ↘54       |
| 3 | Чижи             | село                         | 36        |